# Domaniç (district)
Domaniç is een Turks district in de provincie Kütahya en telt 17.860 inwoners (2007). Het district heeft een oppervlakte van 536,18 km².
De bevolkingsontwikkeling van het district is weergegeven in onderstaande tabel.
| 1997   | 2000   | 2007   |
| ------ | ------ | ------ |
| 22.350 | 19.560 | 17.860 |